# Anzacia signata
Anzacia signata är en spindelart som först beskrevs av William Joseph Rainbow 1920.  Anzacia signata ingår i släktet Anzacia och familjen plattbuksspindlar. Inga underarter finns listade i Catalogue of Life.